# Filtu (woreda)
Pour les articles homonymes, voir Filtu et Liben.
Filtu (anciennement aussi appelé Liben[réf. souhaitée]) est un woreda du sud de l’Éthiopie situé dans la zone Liben de la région Somali. Ce district a une population de 130 993 personnes en 2007, son chef-lieu est Filtu. La partie ouest du district se détache récemment sous le nom de Deka Suftu.
Situé dans l'angle de la rivière Ganale Dorya, le district est limitrophe de la zone Bale de la région Oromia et de la zone Afder de la région Somali.
Il est bordé au sud-ouest par la rivière Dawa qui le sépare de la zone Dhawa récemment créée. 
Son chef lieu, Filtu, se trouve environ 130 km à l'est de Negele Boran et 215 km au nord-ouest de Dolo.
| Kersa Dula | Guradamole |           |
| Deka Suftu | Filtu      | Cherti    |
| Mubarek    |            | Bokolmayo |

Le recensement national de 2007 porte sur le district d'origine comprenant encore le futur woreda Deka Suftu.
Ce grand district compte à l'époque 130 993 habitants dont 4 % de citadins qui sont les 4 972 habitants de Filtu.
Presque tous les habitants sont musulmans.
En 2022, la population est estimée sur le même périmètre à 189 803 personnes avec une densité de population de onze personnes par km2 et 16 750 km2 de superficie.
Le district a cependant cédé 4 092 km2 à Deka Suftu entre-temps et ne fait plus que 11 947 km2 de superficie en 2021.